# Hubert Wallace
Hubert Alfred Wallace (Vancouver, 3 de março de 1899 — 3 de julho de 1984) foi um velejador canadense, medalhista olímpico. Ele competiu nos Jogos Olímpicos de Verão de 1932 na classe 8 Metre e conquistou a medalha de prata na disputa realizada a bordo do Santa Maria com Ronald Maitland, Ernest Cribb, Peter Gordon, George Gyles e Harry Jones.
Em 1972, o Royal Vancouver Yacht Club fez dele um membro vitalício honorário. Devido ao seu interesse pela aviação, também foi membro do Aero Club of British Columbia. Wallace trabalhava no Burrard Dry Dock de seu pai.